# Pabbay (Harris)
Pour les articles homonymes, voir Pabay (homonymie).
Pabbay, en gaélique écossais Pabaigh, est une île du Royaume-Uni située en Écosse.

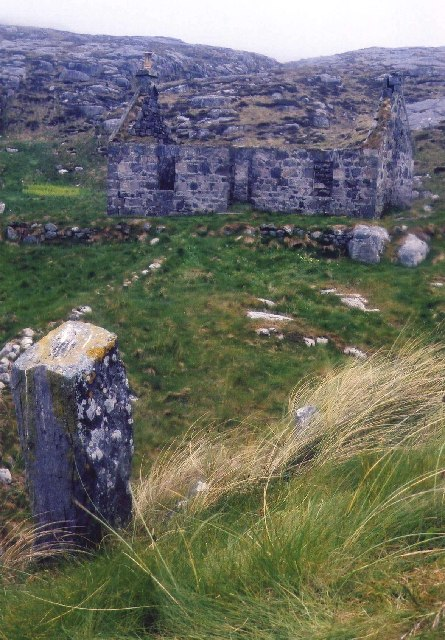
Bâtiment en ruine sur Pabbay.